# ألبرت رن
ألبرت رن هو سياسي كندي، ولد في 9 ديسمبر 1916 في Fort William, Ontario ‏ في كندا، وتوفي في 1 نوفمبر 1961 في Sioux Lookout ‏ في كندا.